# Гитар Шорти
Дэвид Уильям Кёрни (англ. David William Kearney известный под псевдонимом Гитар Шорти (англ. Guitar Shorty); 8 сентября 1934 года, Хьюстон, Техас, США — 20 апреля 2022 года, Лос-Анджелес, Калифорния, США) — американский блюзовый гитарист и певец. Лауреат Blues Music Awards в категориях «Альбом современного блюза» (1992, 2007), номинант Blues Music Awards в категориях «Альбом современного блюза» (2005),  «Исполнитель современного блюза» (2007), «Блюзовый гитарист» (2007), «Альбом года» (2005), «Песня года» (2011) .

## Биография
Дэвид Уильям Кёрни родился в Хьюстоне, штат Техас (по другим источникам  в Лофмане, штат Флорида) 8 сентября 1934 года. Рос в Киссими, Флорида, воспитывался бабушкой, в раннем возрасте научился играть на гитаре у своего деда. Когда стало ясно, что юноша серьезно относится к музыке, его бабушка наняла для него учителя. В 16 лет переехал в Тампу, где получил место гитариста в популярном оркестре из 18 человек «The Walter Johnson Band». Там же и получил своё прозвище, когда на афише клуба, где должно было состояться выступление оркестра, анонс по неизвестным причинам был написан как «The Walter Johnson Band featuring Guitar Shorty». Через недолгое время Гитар Шорти приобрёл хорошую репутацию и был приглашён в свою группу Рэем Чарльзом, где он оставался в течение года. Во время гастролей Шорти познакомился с Гитар Слимом, который предложил выступать Шорти на разогреве, и Шорти переехал в Новый Орлеан, где создал группу, которая постоянно играла в Dew Drop Inn и нередко со специальными гостями, такими как Ти-Боун Уокер, Биг Джо Тёрнер и Литтл Ричард. Там же он позаимствовал у Гитар Слима эксцентрическое поведение на сцене, включавшее в себя сальто, кувырки и стойки на голове. В 19-летнем возрасте Гитар Шорти перебрался на Западное Побережье США, последовав за Сэмом Куком, с которым он познакомился в Новом Орлеане. Он выступал по всему западному побережью и в Канаде, встретив в Сиэтле свою будущую жену Маршу, сводную сестру Джими Хендрикса. Хендрикс был очарован игрой Гитар Шорти, и даже несколько раз сбегал из воинской части где служил, чтобы посмотреть его выступления . Шорти познакомил Хендрикса с педалью вау и одолжил ему одну, когда Хендрикс не мог позволить себе купить свою собственную. Сам музыкант говорил, что «Он оставался в тени, наблюдая за мной. Я слышу мои фразы в «Purple Haze» и «Hey Joe». Брюс Иглауэр, президент Alligator Records подтверждал: «Для меня его влияние на Джими Хендрикса слышно довольно отчётливо — необработанный тон и тот факт, что музыка просто не идёт туда, куда ожидаешь». Гитар Шорти женился на Марше в 1962 году, а в 1970 году они развелись. После развода Гитар Шорти вернулся в Лос-Анджелес, где жил до смерти.    
Впервые записался в Чикаго в 1957 году, выпустив сингл «You Don’t Treat Me Right»/«Irma Lee», после того как Вилли Диксон увидел его выступление и заинтересовался музыкантом. В 1959 году музыкант выпустил ещё три сингла. В течение 1960-х он выступал на западе США, а в 1970-е, вернувшись в Лос-Анджелес, стал работать механиком, впрочем периодически выступая в Калифорнии, в том числе на разогреве у гастролирующих звёзд блюза, таких как Литтл Милтон, Би Би Кинг, Лоуэлл Фулсон, Джонни Коупленд и Ти-Боун Уокер. В 1978 году он даже победил на шоу The Gong Show, играя на гитаре, стоя на голове. В 1984 году он записал EP для базирующегося в Лос-Анджелесе лейбла Big J Records, затем несколько синглов и свой дебютный LP на крошечном лейбле Olive Branch Records в 1989 году. В 1990 году сыграл камео в фильме Парень со странностями. Большая статья о музыканте в Living Blues способствовала популярности Гитар Шорти и он уехал на гастроли в Великобританию. Там, в 1991 году по инициативе музыканта Отиса Гранда он записал с участием Тони Эштона альбом My Way or the Highway. Выпущенный в Великобритании под именем «Guitar Shorty & The Otis Grand Blues Band» альбом стал сенсацией среди американских поклонников блюза и 1992 году был признан лучшим альбомом современного блюза по версии Blues Music Awards. С этого момента карьера музыканта пошла вверх, он в течение 1990-х и 2000-х записал ряд альбомов, получивших признание и гастролировал по всему миру, выступая на самых престижных блюзовых фестивалях. 
Гитар Шорти выступал вплоть до 2020-х годов. У него были проблемы со здоровьем, включая застойную сердечную недостаточность и рак. Он умер в 2022 году в Лос-Анджелесе, оставив после себя пятеро детей и 20 внуков.  
«Что действительно отличало Шорти, так это его абсолютно непредсказуемая, нестандартная игра на гитаре. Он тянулся к звукам, риффам и фразам, о которых другие блюзмены даже не подумали бы» .
GuitarOne заявил: «Будьте готовы к огромному сюрпризу, если вы устали от старого блюза и никогда не слышали, как играет Гитар Шорти. С его гармонически насыщенным тоном, парящим сустейном, смертельными фразами и тяжелым блюз-роковым грувом Шорти нельзя упускать из виду» .
Хендрикс признавался, что воровал гитарные фразы у Шорти, добавив: «Причина, по которой я начал поджигать свою гитару, заключалась в том, что я не умел делать сальто назад» . 
Брюс Иглауэр, президент Alligator Records сказал, что: «Его музыка была грубой и импровизационной, а его гитарные звуки и выбор нот постоянно и спонтанно менялись. Он никогда не играл одно и то же соло дважды, даже в песнях, которые он играл каждый вечер. Он летал на месте, действуя по наитию, самым лучшим образом. Я не думаю, что когда-либо видел, чтобы кто-то получал столько удовольствия от простой игры на гитаре. Когда он был вдохновлен, песня могла длиться 10 или 15 минут, в течение которых он постоянно пробовал мелодии, тональности и текстуры» 

## Дискография
- On the Rampage (Olive Branch, 1989)
- My Way or the Highway (JSP, 1991)
- Topsy Turvy (Black Top, 1993)
- Get Wise to Yourself (Black Top, 1995)
- Blues Is All Right (Janblues, 1996)
- Billie Jean Blues (Collectables, 1996)
- Roll Over, Baby (Black Top, 1998)
- I Go Wild! (Evidence, 2001)
- Watch Your Back (Alligator Records, 2004)
- The Best of Guitar Shorty: The Long and Short of It (Shout! Factory, 2006)
- We the People (Alligator Records, 2006)
- Bare Knuckle (Alligator Records, 2010)
- How Blue Can You Get (Janblues, 2010)
- Trying To Find My Way Back (Essential Media Group, 2019)